# Przybyszów (województwo świętokrzyskie)
Przybyszów – wieś w Polsce położona w województwie świętokrzyskim, w powiecie włoszczowskim, w gminie Moskorzew. Leży 3 km na południe od Moskorzewa, 30 km na południe od Włoszczowy, 69 km na południowy zachód od Kielc.
| SIMC    | Nazwa   | Rodzaj     |
| ------- | ------- | ---------- |
| 0138454 | Józefów | przysiółek |

W latach 1975–1998 miejscowość położona była w województwie częstochowskim.

## Historia
Przybyszów oraz okoliczne tereny były miejscem przegranej przez Tadeusza Kościuszkę bitwy pod Szczekocinami 6 czerwca 1794 r. Przeciwnikami powstańców były połączone oddziały prusko-rosyjskie. Przybyszów został doszczętnie zniszczony przez wojska rosyjskie.
Wierni Kościoła rzymskokatolickiego należą do parafii Goleniowy.